# International Council on Monuments and Sites
Das International Council on Monuments and Sites (kurz ICOMOS, deutsch Internationaler Rat für Denkmalpflege) ist eine internationale Nichtregierungsorganisation für Denkmalpflege mit Sitz in Paris.

## Organisation
ICOMOS wurde 1965 in Warschau in der Folge der Unterzeichnung der Charta von Venedig 1964 gegründet, der internationalen Charta über die Konservierung und Restaurierung von Kulturdenkmälern und Gesamtanlagen.
Mitglieder bei ICOMOS sind nationale Komitees und Vereinigungen für Denkmalpflege, von denen es in den meisten Staaten, die Mitglieder der UNESCO sind, eines gibt:
- in Deutschland ist es ein eingetragener Verein, das Deutsche Nationalkomitee von ICOMOS (Internationaler Rat für Kulturdenkmäler und schutzwürdige Bereiche) mit Sitz in Berlin;[2]
- in der Schweiz besteht die Landesgruppe ICOMOS Suisse[3], die als ICOMOS Suisse ein Verein nach Schweizer Zivilrecht ist;[4]
- in Österreich besteht ein österreichisches Nationalkomitee.[5]

Nationalkomitees bestehen – in unterschiedlichen Rechtsformen, je nach nationalen Gegebenheiten – in mehr als 100 Ländern. ICOMOS International wird durch die Beiträge der nationalen Komitees finanziert.
ICOMOS International berät die UNESCO zu denkmalpflegerischen Fragen, insbesondere des Weltkulturerbes. Für die Beurteilung von Naturerbestätten ist die International Union for Conservation of Nature and Natural Resources (IUCN) zuständig. Vor der Ernennung neuer Stätten erstattet sie ein Fachgutachten zu dem Antrag auf Eintragung in die Welterbeliste, gibt Beschlussempfehlungen dazu an das Welterbekomitee und überprüft den Erhaltungszustand bereits eingetragener Welterbestätten.
Das ICOMOS ist ein Gründungsmitglied der Kulturschutzorganisation Blue Shield International. In diesem Zusammenhang soll, oft gemeinsam mit der UNESCO, der nationale und internationale Schutz von Kulturgütern, wie Denkmalen bei Kriegen, bewaffneten Konflikten oder Katastrophen, sichergestellt werden.
Im Rahmen von ICOMOS arbeiten 28 internationale wissenschaftliche Komitees, die sich mit Fragen des Erhalts und der Restaurierung von Kulturdenkmälern befassen, so zum Beispiel zu Kulturdenkmälern des 20. Jahrhunderts, den Kulturdenkmalen in den Polargebieten oder dem immateriellen kulturellen Erbe.
Seit 1982 organisiert ICOMOS in Kooperation mit der UNESCO jährlich am 18. April den Internationalen Denkmaltag.
| Nr. | Jahr | Generalversammlung       | Generalversammlung     | Amtszeit                     | Präsident                    | Präsident                    | Generalsekretär              | Generalsekretär              |
| --- | ---- | ------------------------ | ---------------------- | ---------------------------- | ---------------------------- | ---------------------------- | ---------------------------- | ---------------------------- |
| 1.  | 1965 | Krakau                   | Polen                  | 1965–1969                    | Piero Gazzola                | Italien                      | Raymond Lemaire              | Belgien                      |
| 2.  | 1969 | Oxford                   | Vereinigtes Königreich | 1969–1972                    | Piero Gazzola                | Italien                      | Raymond Lemaire              | Belgien                      |
| 3.  | 1972 | Budapest                 | Ungarn                 | 1972–1975                    | Piero Gazzola                | Italien                      | Raymond Lemaire              | Belgien                      |
| 4.  | 1975 | Rothenburg ob der Tauber | Deutschland            | 1975–1978                    | Raymond Lemaire              | Belgien                      | Ernest Allen Connaly         | Vereinigte Staaten           |
| 5.  | 1978 | Moskau                   | Sowjetunion            | 1978–1981                    | Raymond Lemaire              | Belgien                      | Ernest Allen Connaly         | Vereinigte Staaten           |
| 6.  | 1981 | Rom                      | Italien                | 1981–1984                    | Michel Parent                | Frankreich                   | Abdelaziz Daoulatli          | Tunesien                     |
| 7.  | 1984 | Rostock                  | DDR                    | 1984–1987                    | Michel Parent                | Frankreich                   | Abdelaziz Daoulatli          | Tunesien                     |
| 8.  | 1987 | Washington, D.C.         | Vereinigte Staaten     | 1987–1990                    | Roberto di Stefano           | Italien                      | Helmut Stelzer               | DDR                          |
| 9.  | 1990 | Lausanne                 | Schweiz                | 1990–1993                    | Roland Silva                 | Sri Lanka                    | Herb Stovel                  | Kanada                       |
| 10. | 1993 | Colombo                  | Sri Lanka              | 1993–1996                    | Roland Silva                 | Sri Lanka                    | Jean-Louis Luxen             | Belgien                      |
| 11. | 1996 | Sofia                    | Bulgarien              | 1996–1999                    | Roland Silva                 | Sri Lanka                    | Jean-Louis Luxen             | Belgien                      |
| 12. | 1999 | Mexiko-Stadt             | Mexiko                 | 1999–2002                    | Michael Petzet               | Deutschland                  | Jean-Louis Luxen             | Belgien                      |
| 13. | 2002 | Madrid                   | Spanien                | 2002–2005                    | Michael Petzet               | Deutschland                  | Dinu Bumbaru                 | Kanada                       |
| 14. | 2003 | Victoria Falls           | Simbabwe               | Außerordentliche Versammlung | Außerordentliche Versammlung | Außerordentliche Versammlung | Außerordentliche Versammlung | Außerordentliche Versammlung |
| 15. | 2005 | Xi’an                    | China                  | 2005–2008                    | Michael Petzet               | Deutschland                  | Dinu Bumbaru                 | Kanada                       |
| 16. | 2008 | Québec                   | Kanada                 | 2008–2011                    | Gustavo Araoz                | Vereinigte Staaten           | Bénédicte Selfslagh          | Belgien                      |
| 17. | 2011 | Paris                    | Frankreich             | 2011–2014                    | Gustavo Araoz                | Vereinigte Staaten           | Kirsti Kovanen               | Finnland                     |
| 18. | 2014 | Florenz                  | Italien                | 2014–2017                    | Gustavo Araoz                | Vereinigte Staaten           | Kirsti Kovanen               | Finnland                     |
| 19. | 2017 | Delhi                    | Indien                 | 2017–2020                    | Toshiyuki Kōno               | Japan                        | Peter Phillips               | Australien                   |
| 20. | 2020 | online                   |                        | 2020–2023                    | Teresa Patricio              | Belgien                      | Mario Santana                | Kanada                       |
| 21. | 2023 | Sydney                   | Australien             | 2023–2026                    | Teresa Patricio              | Belgien                      | Jurn Buisman                 | Niederlande                  |

## Name
Aufgrund der Ähnlichkeit der Bezeichnungen wird in Deutschland für das International Council on Monuments and Sites auch die Bezeichnung „ICOMOS International“ verwendet – im Gegensatz zum Deutschen Nationalkomitee von ICOMOS, das als „ICOMOS Deutschland“ bezeichnet wird.